# استرومبیک بور
استرومبیک بور (به لاتین: Strombeek-Bever) یک منطقهٔ مسکونی در بلژیک است که در گریمبرژان واقع شده‌است. استرومبیک بور ۱۱٬۵۰۰ نفر جمعیت دارد.